# Nina Lobkóvskaya
Nina Alekséyevna Lobkóvskaya (en ruso: Нина Алексеевна Лобковская; 8 de marzo de 1925) es una ex-francotiradora soviética que sirvió en el Ejército Rojo y alcanzó el rango de teniente en una unidad de francotiradores independiente del 3.er Ejército de Choque durante la Segunda Guerra Mundial. En la guerra alcanzó las 89 muertes confirmadas, lo que la convirtió en una de las francotiradoras más mortíferas de la guerra.

## Biografía

### infancia y juventud
Nina Lobkóvskaya nació el 8 de marzo de 1925 en la localidad de Fedorovka en la provincia de Karagandá en la RSS de Kazajistán, como la mayor de cinco hijos. Su familia se mudó a Stalinabad en la RSS de Tayikistán (Unión Soviética) luego de la mala salud de su padre Alexéi, quien se había alistado en el Ejército Rojo en 1942 antes de morir en la batalla de Vorónezh en octubre del mismo año. Si bien la Segunda Guerra Mundial no se libró en Tayikistán, después de la llegada de numerosos refugiados de guerra a la República Socialista Soviética de Tayikistán, Lobkovskaya se tomó muy en serio el impacto de la guerra y se ofreció como voluntaria para el ejército después de graduarse de la escuela bajo el consejo del Komsomol.

El odio hacia el enemigo que estaba causando tanto sufrimiento me ahogaba. Ese odio cimentó mi decisión de unirme al ejército. Pero no fue fácil - las mujeres no eran alentadas a pelear.

### Segunda Guerra Mundial
Nina Lobkovskaya fue una de las 300 mujeres enviadas a Veshnyaki en el este de Rusia, para entrenarse como francotiradoras en la Escuela Central de Entrenamiento de Francotiradores para Mujeres. Desde febrero de 1945 hasta el final de la guerra, Lobkovskaya comandó una compañía de mujeres francotiradoras, adscrita al 3.er Ejército de Choque del Frente de Kalinin (posteriormente renombrado como Segundo Frente Báltico) que finalmente entraron en acción en la Batalla de Berlín. En una noche, mientras defendía un tramo de carretera, la unidad ayudó en la captura de 27 combatientes enemigos. Nina Lobkovskaya abrió su cuenta de combate el 10 de agosto de 1943, y un año después ya tenía 89 muertes confirmadas de combatientes enemigos, habiendo luchado en los frentes báltico y bielorruso.
En el otoño de 1944, el 3.er Ejército de Choque, pasó a formar parte del Primer Frente Bielorruso y fue trasladado a Varsovia. Aquí, en varias formaciones, actuaron varios pequeños grupos de mujeres francotiradoras, graduadas de la Escuela Central de Francotiradores para Mujeres. Se decidió unirlos a todos. Entonces, en la compañía de francotiradores había 3 pelotones. La ex comandante de pelotón Nina Lobkovskaya fue nombrada comandante de compañía y recibió el grado de teniente. Al mando de esta compañía combatió durante el avance soviético por Polonia hasta llegar a Berlín en 1945.

### Posguerra
Después de la guerra, se graduó en la Facultad de Historia de la Universidad Estatal de Moscú y trabajó como profesora en el Museo Central de Lenin durante más de 20 años.
En 1974, el Presídium del Sóviet Supremo de la URSS otorgó a Nina Lobkovskaya por sus servicios en la promoción de las actividades revolucionarias y la herencia teórica de Lenin el título honorífico de Trabajadora de Cultura de Honor de la RSFS de Rusia.

## Condecoraciones
- Orden de la Bandera Roja (31 de enero de 1944)
- Orden de la Guerra Patria de 1.er grado, dos veces (15 de mayo de 1945 y 6 de abril de 1985)
- Orden de la Guerra Patria de 2.º grado (31 de octubre de 1944)
- Orden de la Gloria de 3.er grado (3 de junio de 1944)
- Medalla al Valor (25 de enero de 1944)
- Medalla por el Servicio de Combate (30 de junio de 1944)
- Medalla por la Conquista de Berlín
- Medalla por la Liberación de Varsovia
- Medalla por la Victoria sobre Alemania en la Gran Guerra Patria 1941-1945 (5 de septiembre de 1945)
- Medalla Conmemorativa del 20.º Aniversario de la Victoria en la Gran Guerra Patria de 1941-1945
- Medalla Conmemorativa del 30.º Aniversario de la Victoria en la Gran Guerra Patria de 1941-1945
- Medalla Conmemorativa del 40.º Aniversario de la Victoria en la Gran Guerra Patria de 1941-1945
- Medalla Conmemorativa del 50.º Aniversario de la Victoria en la Gran Guerra Patria de 1941-1945

|                                                                   |                                                                     |                                                              |                                                          |
| Hoja de condecoración de la Orden de la Guerra Patria, 1.er grado | Hoja de condecoración de la Orden de la Guerra Patria de 2.do grado | Hoja de condecoración de la Orden de la Gloria de 3.er grado | Hoja de entrega de la Medalla por el Servicio de Combate |

### Listas relacionadas
- Lista de heroínas de la Unión Soviética